# Гранд Розијер (Долина Аосте)
Гранд Розијер је насеље у Италији у округу Долина Аосте, региону Долина Аосте.
Према процени из 2011. у насељу је живело 23 становника. Насеље се налази на надморској висини од 1462 м.